# Burmeistera glabrata
Burmeistera glabrata là loài thực vật có hoa trong họ Hoa chuông. Loài này được (Kunth) Benth. & Hook.f. ex B.D.Jacks. mô tả khoa học đầu tiên năm 1893.